# Готар, Петер
Пе́тер Го́тар (венг. Gothár Péter; род. 28 августа 1947, Печ) — венгерский режиссёр театра и кино, сценарист.

## Биография
По году проучился в сельскохозяйственном университете и пищевом институте, пришёл на телевидение, в 1968—1971 годах работал там ассистентом режиссёра. Закончил Академию театра и кино в Будапеште (1975). Работал режиссёром на телевидении и в театре. В 1979—1992 годах — главный режиссёр театра в г. Капошвар. Работал за рубежом: ставил в Торуни пьесу Тадеуша Ружевича Западня. Первый самостоятельный полнометражный кинофильм — Этот день — подарок (1979).

## Избранная фильмография
- Этот день — подарок/ Ajándék ez a nap (1979, Золотой лев Венецианского МКФ за лучший дебют)
- Время останавливается/ Megáll az idö (1982, Молодёжная премия Каннского МКФ, премия Нью-Йоркского сообщества критиков, премия лучшему режиссёру на Токийском МКФ)
- Время есть/ Idö van (1986, по сценарию Петера Эстерхази)
- Истинная Америка/ Tiszta Amerika (1987, по сценарию Петера Эстерхази)
- Мелодрама/ Melodráma (1991)
- Отдел/ A Részleg (1995, по роману Адама Бодора, специальная премия экуменического жюри на Карловарском МКФ)
- Васька Немешаев/ Haggyállógva Vászka (1996, Главная премия и премия за лучшую режиссуру Недели венгерского кино, премия за лучшую режиссуру на Карловарском МКФ)
- Паспорт/ Paszport (2001, специальная Премия венгерских кинокритиков, номинация на Европейскую кинопремию, премия за лучшую режиссуру на МКФ центрально- и восточноевропейского кино в Висбадене)
- Венгерская красавица/ Magyar szépség (2003, по сценарию Пала Завады, номинация на Золотого лебедя МКФ в Копенгагене, Главный приз Недели венгерского кино)
- Белый Бог/ Fehér isten (2014, по сценарию Корнель Мундруцо, программа «Особый взгляд» на Каннском кинофестивале)

## Признание
Лауреат многих отечественных и зарубежных премий.